# 44e Schaakolympiade

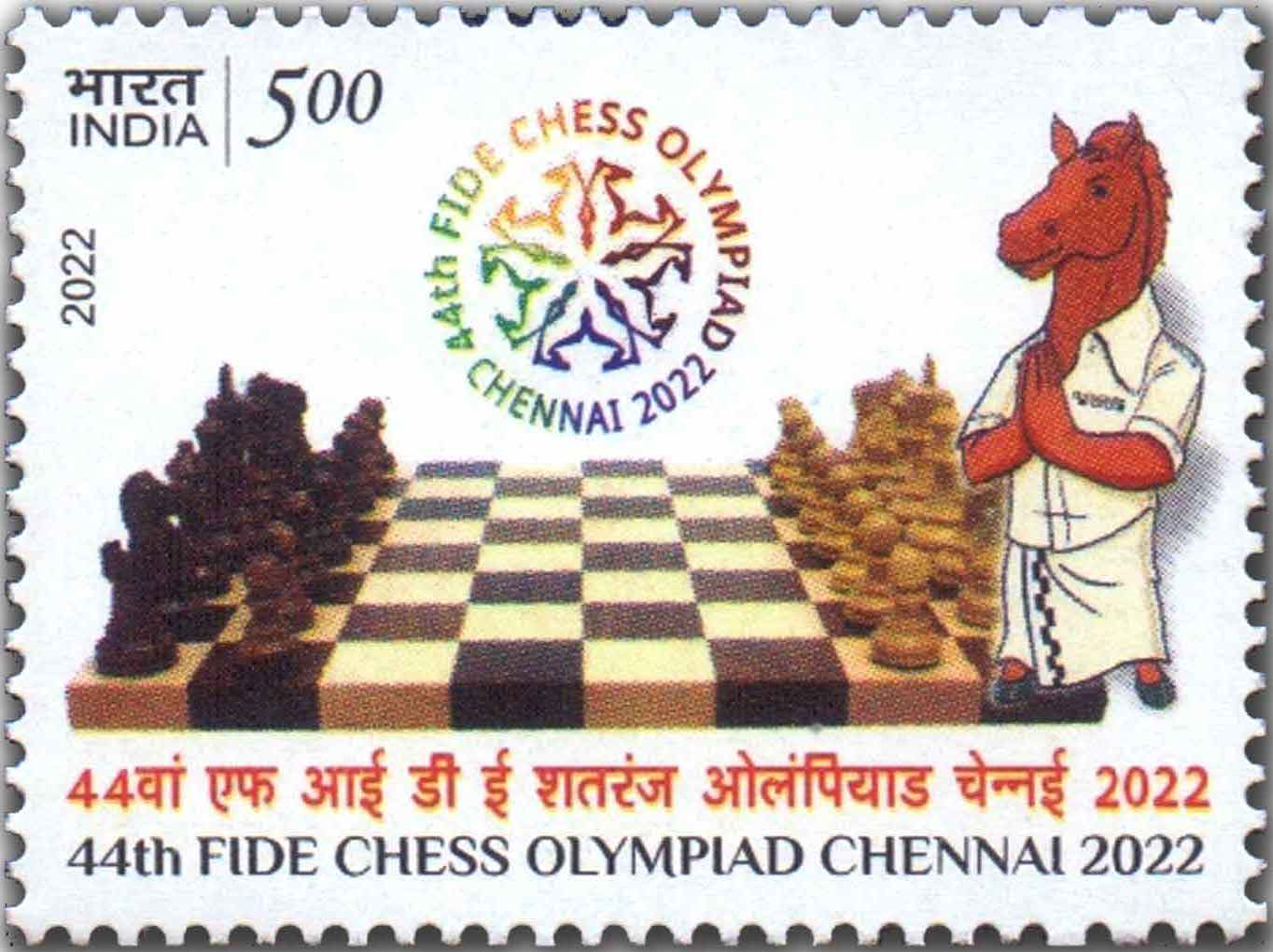
Indiase postzegel ter gelegenheid van de 44e Schaakolympiade

De 44e Schaakolympiade (ook bekend als de Indiase Schaakolympiade), georganiseerd door de Fédération Internationale des Échecs (FIDE), werd gehouden in Chennai, de hoofdstad van Tamil Nadu, India, van 28 juli tot 10 augustus 2022. De Olympiade bestond uit een open toernooi (open voor alle spelers; van de 937 deelnemende spelers waren er 13 vrouw) en een vrouwentoernooi, plus diverse neven-evenementen ter promotie van het schaken. 
Oorspronkelijk zou de Olympiade plaatsvinden in Khanty-Mansiysk, Rusland, in combinatie met de Wereldbeker Schaken 2019, maar werd later verplaatst naar Moskou en ingepland voor 5 tot 17 augustus 2020. Vervolgens werd de Olympiade uitgesteld vanwege de COVID-19 pandemie en daarna werd de locatie gewijzigd in Chennai naar aanleiding van de Russische invasie van Oekraïne. Dit was de eerste Schaakolympiade die gehouden werd in India.
De Olympiade werd georganiseerd in India, door de AICF (All India Chess Federation). De voorzitter van de AICF, Sanjay Kapoor, was de voorzitter van het organiserend comité van de 44e Schaakolympiade, de secretaris van de AICF, Bharat Singh Chauhan, was de toernooidirecteur.
Er waren in totaal 1737 deelnemende schakers, waarvan 937 in het open toernooi en 800 in het vrouwentoernooi. Het aantal registrerende teams was 188 uit 186 landen in het open toernooi en 162 uit 160 landen in het vrouwentoernooi. In beide toernooien was het aantal deelnemende teams een record. 
De hoofdlocatie van de Schaakolympiade was het vergadercentrum van de Four Points by Sheraton, de openingsceremonie en de slotceremonie werden gehouden in het Jawaharlal Nehru stadion. De hoofdscheidsrechter van het toernooi was de Franse Internationaal Arbiter Laurent Freyd.
De eerste ronde werd gespeeld op 29 juli, de laatste ronde op 9 augustus. Alle rondes begonnen om 15:00 IST (UTC+5:30), met uitzondering van de laatste ronde, die om 10:00 IST (UTC+5:30) begon. Er was één rustdag, op 4 augustus, na ronde zes.
Oezbekistan won het open toernooi, dit was hun eerste medaille op het open toernooi in een Schaakolympiade. Oekraïne won voor de tweede keer het vrouwentoernooi (de eerste keer was op de 37e Schaakolympiade in 2006). De Engelse schaker David Howell had met de score 7½ pt. uit 8 de beste performance van de individuele spelers die deelnamen aan het open toernooi (performance rating 2898). De Poolse schaakster Oliwia Kiołbasa had met 9½ pt. uit 11 de beste individuele performance in het vrouwentoernooi (performance rating 2565).
Tijdens de Olympiade werd ook het 93e FIDE-congres gehouden, waarop Arkady Dvorkovich werd herkozen als FIDE-president en Viswanathan Anand gekozen als vice-president van de FIDE.

## Organiserende stad
In november 2019 werd tijdens de openingsceremonie van de FIDE Grand Prix in Hamburg door FIDE-president Arkady Dvorkovich aangekondigd dat de Schaakolympiade niet in Khanty-Mansiysk maar in Moskou zou worden gehouden. Eerder dezelfde dag had de president van de Russische Schaakfederatie Andrey Filatov verklaard dat beide steden vermoedelijk gezamenlijk de Olympiade zouden organiseren. In Khanty-Mansiysk zou de openingsceremonie en de eerste Olympiade voor blinde, dove en lichamelijk gehandicapte schakers worden gehouden.
In februari 2022, nadat de Russische invasie van Oekraïne was begonnen, besloot FIDE de Schaakolympiade, het FIDE-congres en de Olympiade voor spelers met een handicap weg te halen uit Rusland. Kort na deze bekendmaking liet de AICF weten interesse te hebben om de organisatie over te nemen, in Delhi, Gujarat of Tamil Nadu. Politici in Tamil Nadu kwamen overeen de Schaakolympiade te organiseren. Op 15 maart 2022 maakte FIDE bekend dat Chennai, de hoofdstad van Tamil Nadu, de organisatie van het evenement op zich zou nemen.

## Voorbereiding
Het totale budget voor de Olympiade was 12 miljoen US$. Het coördinerend comité stond onder leiding van de eerste minister van Tamil Nadu, M.K. Stalin.

### Speellocatie
De Olympiade werd gehouden in het conventiecentrum van Four Points by Sheraton in Mahabalipuram, niet ver van Chennai. Dit bestond uit hal 1, oppervlakte 2090 m², en de recentelijk gebouwde hal 2, oppervlakte 4200 m². In hal 1 vonden de partijen plaats die werden gespeeld aan de hoogste 28 borden in het open toernooi en het hoogste bord in het vrouwentoernooi, de overige partijen werden gespeeld in hal 2. Er was ook ruimte voor tentoonstellingen.
De openings- en de slotceremonie werden gehouden in het Nehru Indoor Stadium, onderdeel van het Jawaharlal Nehru Stadium complex. Het in 1995 gebouwede stadion heeft capaciteit voor 8000 bezoekers.

### Transport
Rond 125 bussen, 100 SUVs en zes luxe-auto's werden ingezet om tijdens de Olympiade spelers en staf te vervoeren. De bestaande weg tussen Chennai International Airport en Mahabalipuram werd verbreed en geherconstrueerd om de doorstroming te bevorderen, met reservering van één rijbaan voor het Olympiade-verkeer gedurende het toernooi.

### Olympische fakkel
Voorafgaande aan de Olympiade vond de rondgang van een fakkel plaats, voor de Schaakolympiade was dit de eerste keer. De rondgang begon op 19 juli in de Indira Gandhi Arena in New Delhi, waar de president van de FIDE, Arkady Dvorkovich de fakkel in handen gaf vande Indiase eerste minister Narendra Modi, die de fakkel overdroeg aan voormalig wereldkampioen schaken Viswanathan Anand. Vervolgens reisde de fakkel gedurende 40 dagen door 75 steden, met als laatste stad Chennai, waar de Shore Temple bezocht werd. In de ochtend van 27 juli arriveerde de fakkel op de speellocatie in Mahabalipuram.

### Veiligheid
De politie van Tamil Nadu zette tussen 25 juli en 10 augustus 4000 extra politiemensen in om de veiligheid tijdens de Olympiade te garanderen. De politie van Chennai zette 22.000 mensen in tijdens het bezoek van de eerste minister Narendra Modi aan de stad op 28 juli. Het in de stad laten vliegen van drones en andere onbemande vliegende objecten werd verboden in de periode 28–29 juli.

### Biosecurity
Omdat de Olympiade plaatsvond tijdens de Coronacrisis in India, werden door het Ministerie van Gezondheid van Tamil Nadu medische teams en 30 ambulances ingezet voor het doen van corona-tests op vliegvelden, hotels en stadions. Een kleine 1000 artsen en ander medisch personeel werden voor de Olympiade ingezet. Er werd gebruikgemaakt van dertien ziekenhuizen in en om Old Mahabalipuram Road en East Coast Road. Het bestuur van Tamil Nadu gaf gezondheidsverzekeringskaarten uit aan alle spelers.
Op het vliegveld werden random coronatesten uitgevoerd op 2% van alle arriverende passagiers, waaronder spelers, team captains, ondersteunende staf en bezoekers. Alle passagiers moesten een vaccinatiepaspoort kunnen tonen waaruit bleek dat ze twee inentingen tegen corona hadden gehad, of een bewijs van een negatieve coronatest, uitgevoerd korter dan 72 uur voor aankomst op het vliegveld. Dagelijks werd bij alle spelers de temperatuur gecontroleerd, spelers met symptomen werden geïsoleerd, getest en behandeld. Vanwege de uitbraak van apenpokken in 2022, moesten spelers van buiten India zich ook laten testen op apenpokken.
Deskundigen op het gebied van voedselveiligheid inspecteerden dagelijks het geserveerde voedsel in alle hotels waar spelers verbleven. Vanwege het verhoogde risico op malaria en knokkelkoorts, werd via ventilatie en via het gebruik van spray opgetreden tegen muggen. Er werden extra hygiëne-trainingen verzorgd en er vonden extra controles plaats. Ongeveer 100 medewerkers uit andere districten werden ingezet voor het bewaken van de maatregelen op het gebied van voedselveiligheid in alle hotels.

### Toegangskaarten
De prijs voor een kaartje om een dag in hal 1 te zijn was (omgerekend) 38 USD voor binnenlandse bezoekers en 100 USD voor buitenlanders. Studenten jonger dan 19 jaar, vrouwen en medewerkers van het bestuur van Tamil Nadu konden een 2-uurs kaartje kopen tegen het gereduceerde tarief USD 3.80. Een dagticket voor hal 2 kostte 25 USD voor binnenlandse bezoekers en 75 USD voor buitenlanders, het gereduceerde tarief voor een 2-uurs kaartje voor hal 2 was USD 2.50. Om valsspelen met behulp van schaakcomputers te voorkomen, moesten alle electronische apparaten (ook mobiele telefoons) worden ingeleverd bij een balie buiten de speelhallen.

## Het toernooi

### Openingsceremonie
De openingsceremonie vond plaats op 28 juli om 16:00 uur Indian Standard Time (5½ uur later dan UTC) in het Nehru indoorstadion, met meer dan 20.000 spelers, coaches en toeschouwers. De opening werd verzorgd door de minister van jeugdzaken en sport van Tamil Nadu, Meyyanathan Siva V. Er vond een musical plaats, er werden liedjes gezongen en er vond een vlaggenparade plaats. De pianist Lydian Nadhaswaram speelde klassieke en moderne stukken.
Ook werd gesproken door de Indiase eerste minister Narendra Modi en door de eerste minister van Tamil Nadu. Hij merkte op dat de locatie van de Olympiade niet ver was van de plaats waar chaturanga was ontstaan, een voorloper van het huidige schaken. Ook de FIDE-president Arkady Dvorkovich verwelkomde de deelnemers.
Vijfvoudig wereldkampioen Viswanathan Anand droeg de Olympische (LED-) fakkel over aan Narendra Modi, waarna de jonge Indiase schakers R. Praggnanandhaa en D. Gukesh de virtuele Olympische vlam "ontstaken".

### Deelnemende teams
Het open toernooi telde een record-aantal van 188 teams, die 186 nationale federaties vertegenwoordigden. Als organiserend land nam India deel met drie teams. Het vrouwentoernooi kende een record-aantal van 162 teams, die 160 federaties vertegenwoordigden. Rusland en Wit-Rusland hadden van de FIDE geen toestemming gekregen om deel te nemen, vanwege de Russische invasie van Oekraïne. China besloot zelf om geen team te sturen. Het toernooi werd geboycot door Pakistan en deelname van een team uit Rwanda werd tegengehouden door hun eigen regering. De Nederlandse Antillen, was weliswaar sinds 2010 een niet meer bestaand land, maar had toestemming om onder deze naam deel te nemen omdat de schaakfederatie van Curaçao bij de FIDE nog steeds geregistreerd stond als vertegenwoordiging van dit voormalige land.

### Wedstrijdregels
Het toernooi werd gespeeld volgens het Zwitserse systeem. Voor de eerste 40 zetten van ieder partij waren 90 minuten per speler beschikbaar, waarna 30 minuten extra beschikbaar kwamen, met een increment van 30 secondes per zet. Spelers mochten op elk moment een remise-aanbod doen. Er werden in totaal 11 rondes gespeeld, ieder team nam deel aan alle rondes.
In iedere ronde speelde ieder team aan vier borden tegen één ander team; teams mochten gebruik maken van één reservespeler die in een volgende ronde als vervanger kon worden ingezet. De vier partijen werden gelijktijdig gespeeld, per partij werd bij winst 1 punt, bij remise ½ punt gescoord. Per team werden per ronde de scores bij elkaar opgeteld om te bepalen welk team de ronde had gewonnen. Een gewonnen ronde leverde twee matchpunten op, bij gelijkspel kreeg elk team één matchpunt. Op basis van reeds behaalde matchpunten werden teams gerangschikt in een tabel, waarbij tiebreakers voor deze tabel waren: i) het Sonneborn-Berger systeem, ii) het totaal behaalde aantal punten in de partijen, iii) de som van de matchpunten van de tegenstanders, met uitzondering van de laagste.

### Open toernooi
Aan het open toernooi werd deelgenomen door vijf spelers uit de top tien van de wereld volgens de FIDE rating-lijst van juli 2022. Wereldkampioen Magnus Carlsen speelde in het team van Noorwegen. Voormalig wereldkampioen Viswanathan Anand besloot niet mee te spelen met India, maar betrokken te zijn als mentor van het Indiase team. Ian Nepomniachtchi en Ding Liren, die in 2023 zouden gaan strijden om het Wereldkampioenschap schaken, namen beiden niet deel aan het toernooi in verband met resp. het schorsen van Rusland en de terugtrekking van China. Andere spelers uit de top tien die niet deelnamen aan de Olympiade waren Alireza Firouzja en Maxime Vachier-Lagrave uit Frankrijk, waarbij de laatste als reden de slechte weersomstandigheden had gegeven, en Teimour Radjabov die niet deelnam met Azerbeidzjan, vanwege het nog niet voldoende hersteld zijn van corona, dat hij had opgelopen na het kandidatentoernooi van 2022. Lê Quang Liêm speelde ook niet mee, omdat Vietnam uitsluitend deelnam aan het vrouwentoernooi. Richárd Rapport kon niet deelnemen omdat hij midden in het proces was van het overstappen van de Hongaarse naar de Roemeense schaakfederatie. Fabiano Caruana, Levon Aronian en Wesley So, allen in de top tien van de FIDE-ratinglijst, speelden voor de Verenigde Staten.
In afwezigheid van Rusland en China, was de VS de favoriet vanwege hun gemiddelde rating 2771, hoger dan alle andere teams. Viswanathan Anand omschreef het team als "adembenemend", en Anish Giri vond dat het bijzonder opmerkelijk zou zijn als de VS niet het toernooi zouden domineren. Het organiserende land India had het op een na sterkste team met voorafgaand aan het toernooi een gemiddelde rating 2696, Noorwegen had de derde gemiddelde rating 2692. Voorafgaand aan het toernooi waren andere favorieten: Spanje en Polen. Ook de jonge teams uit Duitsland, Oezbekistan en het tweede team van India werden kansrijk geacht.
Resultaten open toernooi

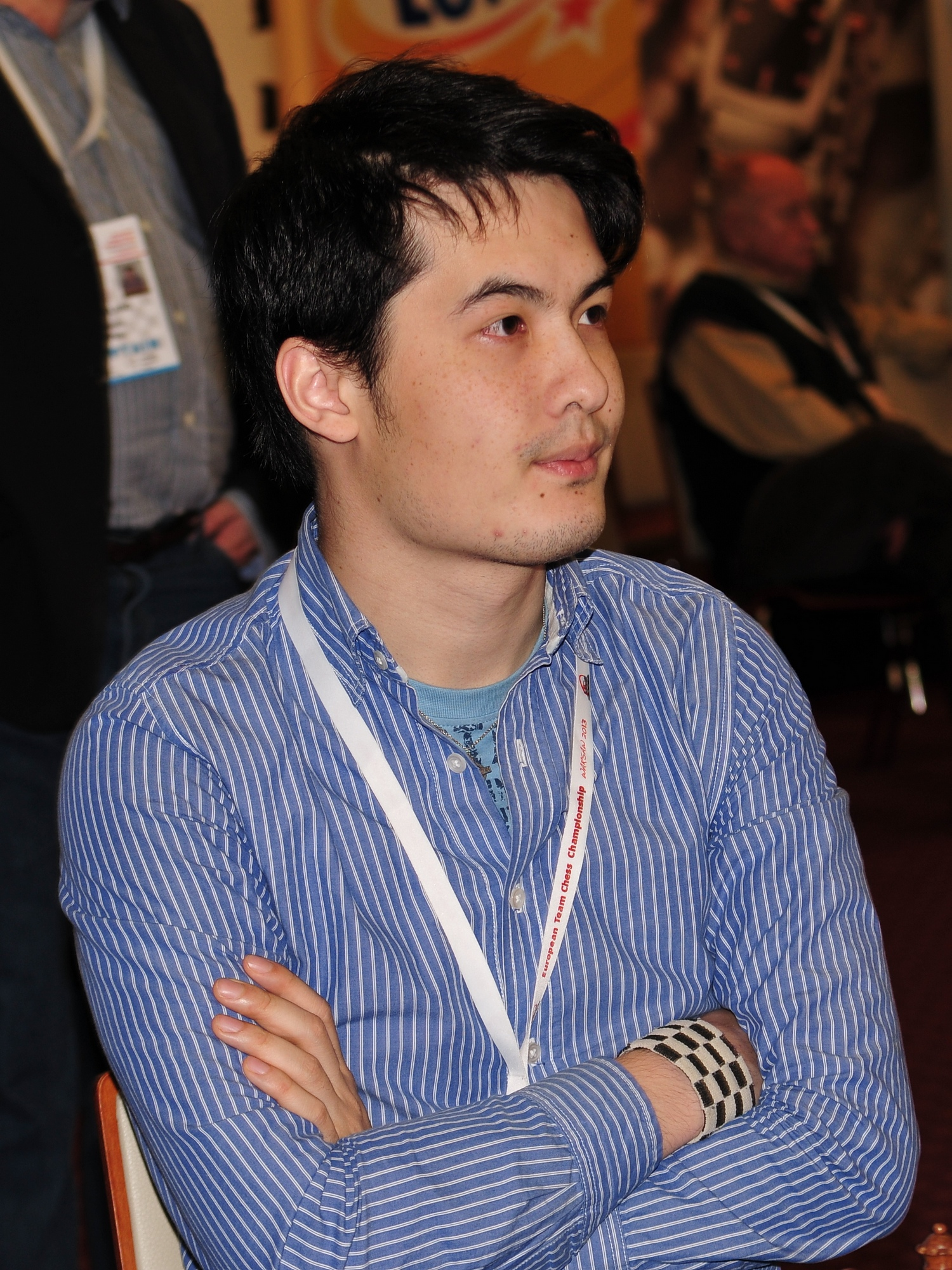
De Engelse schaker David Howell was de beste individuele speler in het open toernooi.

Oezbekistan won het open toernooi, met in totaal 19 matchpunten. Met acht overwinningen en drie gelijkspellen waren zij het enige deelnemende team dat geen match had verloren. De zilveren medaille ging naar Armenië, dat ook 19 matchpunten behaalde, maar een lagere tiebreak-score had, mede door het verliezen van Oezbekistan in ronde 9. Het tweede Indiase team won de bronzen medaille na sterk spel van de 16 jaar oude D. Gukesh, die in de eerste acht rondes al zijn partijen won, maar verloor van Nodirbek Abdusattorov in de match tegen het team van Oezbekistan, die beslissend bleek te zijn. Drie teams behaalden 17 matchpunten (ze behaalden elk zeven overwinningen, drie keer een gelijkspel en één verloren match): het eerste Indiase team werd vierde, de VS werd vijfde en Moldavië werd zesde. De grote favoriet, het team van de VS, behaalde geen medaille; Fabiano Caruana verloor drie van zijn partijen en Levon Aronian behaalde slechts een winstpartij.
De speler met de hoogste individuele score van het open toernooi was David Howell, spelend aan het derde bord van het Engelse team, die 7½ pt. uit 8 met performance rating 2898 behaalde. De medailles voor de beste scores aan de overige borden gingen naar D. Gukesh van team "India-2" die aan het eerste bord 9 pt. uit 11 behaalde met performance rating 2867, Nihal Sarin van "India-2" die 7½ pt. uit 10 met performance rating 2774 behaalde aan het tweede bord, Jahongir Vakhidov uit Oezbekistan die 6½ pt. uit 8 met performance rating 2813 behaalde aan het vierde bord, en Mateusz Bartel uit Polen die 8½ pt. uit 10 met performance rating 2778 behaalde aan het reservebord.
| #  | Land             | Spelers                                                      | Gemiddelde rating | MP | dSB   |
| -- | ---------------- | ------------------------------------------------------------ | ----------------- | -- | ----- |
| 1  | Oezbekistan      | Abdusattorov, Yakubboev, Sindarov, Vakhidov, Vokhidov        | 2625              | 19 | 435.0 |
| 2  | Armenië          | Sargissian, Melkumyan, Ter-Sahakyan, Petrosyan, Hovhannisyan | 2642              | 19 | 382.5 |
| 3  | India-2          | Gukesh, Nihal, Praggnanandhaa, Adhiban, Sadhwani             | 2649              | 18 |       |
| 4  | India            | Harikrishna, Gujrathi, Arjun, Narayanan, Sasikiran           | 2696              | 17 | 409.0 |
| 5  | Verenigde Staten | Caruana, Aronian, So, Domínguez, Shankland                   | 2771              | 17 | 352.0 |
| 6  | Moldavië         | Schitco, Macovei, Hamițevici, Baltag, Cereș                  | 2462              | 17 | 316.5 |
| 7  | Azerbeidzjan     | Mamedyarov, Mamedov, Guseinov, Durarbayli, Abasov            | 2680              | 16 | 351.5 |
| 8  | Hongarije        | Erdős, Berkes, Bánusz, Kántor, Ács                           | 2607              | 16 | 341.5 |
| 9  | Polen            | Duda, Wojtaszek, Piorun, Moranda, Bartel                     | 2683              | 16 | 322.5 |
| 10 | Litouwen         | Laurušas, Stremavičius, Jukšta, Pultinevičius, Kazakouski    | 2540              | 16 | 297.0 |

Noot
- De gemiddelde ratings zijn berekend door chess-results.com, uitgaande van de individuele ratings per juli 2022.

De individuele medailles werden uitgereikt op basis van performance ratings aan spelers die minimaal acht partijen hadden gespeeld. David Howell, spelend aan het derde bord, had de beste performance van alle spelers in het toernooi, met performance rating 2898.
| Bord        | Goud                     | Zilver                        | Brons                     |
| ----------- | ------------------------ | ----------------------------- | ------------------------- |
| Bord 1      | Dommaraju Gukesh India-2 | Nodirbek Abdusattorov UZB     | Magnus Carlsen NOR        |
| Bord 2      | Nihal Sarin India-2      | Nikolas Theodorou Griekenland | Nodirbek Yakubboev UZB    |
| Bord 3      | David Howell ENG         | Arjun Erigaisi India          | R. Praggnanandhaa India-2 |
| Bord 4      | Jahongir Vakhidov UZB    | Paulius Pultinevičius LTU     | Jaime Santos Latasa ESP   |
| Reservebord | Mateusz Bartel POL       | Robert Hovhannisyan ARM       | Volodimir Onisjtsjoek UKR |

### Vrouwentoernooi
Aan het vrouwentoernooi werd deelgenomen door drie van de speelsters uit de top tien van de in juli 2022 gepubliceerde FIDE-ratinglijst: de zussen Maria Moezytsjoek en Anna Moezytsjoek plus Nana Dzagnidze.
Doordat China zich had teruggetrokken en Rusland niet werd toegelaten, ontbraken op de Olympiade de volgende speelsters uit de top tien: Hou Yifan, vrouw met de hoogste rating ter wereld, Ju Wenjun, huidige wereldkampioen bij de vrouwen en Tan Zhongyi uit China, en de Russische schaaksters Aleksandra Kostenjoek, Aleksandra Goryatsjkina en Kateryna Lahno. Op negen van de elf voorafgaande Olympiades was de gouden medaille gegaan naar Rusland of China. 
Door hun afwezigheid was India het als eerste geplaatste team, met een gemiddelde rating 2486. Oekraïne, met voormalig wereldkampioen bij de vrouwen Anna Oesjenina, was het team met de tweede gemiddelde rating, 2478, Georgië had derde rating, 2475. Ook kansrijk werden geacht: Polen, Frankrijk, Azerbeidzjan, de Verenigde Staten en Duitsland.
Resultaten vrouwentoernooi

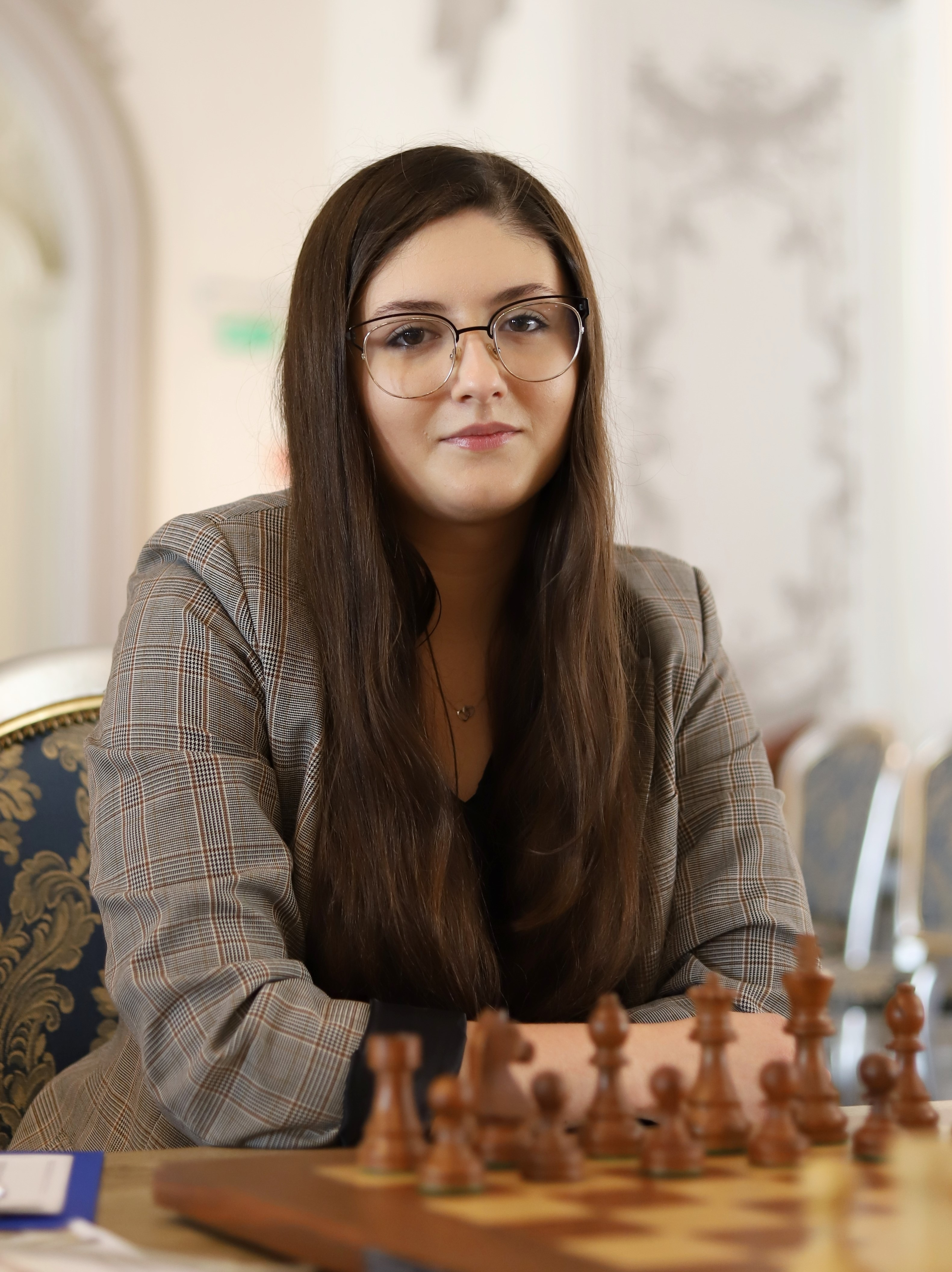
Oliwia Kiołbasa uit Polen was de beste individuele speelster in het vrouwentoernooi.

Oekraïne won het toernooi met 18 matchpunten behaald met zeven overwinningen en vier gelijkspellen, waarmee ze het enige team waren zonder verliesmatch. Het was hun tweede overwinning, ze wonnen eerder de 37e Schaakolympiade in 2006. De zilveren medaille ging naar het team van Georgië; zij hadden ook 18 matchpunten, maar een slechtere tiebreak-score. De bronzen medaille ging naar het eerste Indiase team, dat na zeven rondes met een verschil van twee punten aan de leiding stond, maar vervolgens in de negende rond verloor van Polen en in de elfde ronde verloor van de Verenigde Staten en eindigde met 17 matchpunten. De Verenigde Staten en Kazachstan hadden dezelfde score als India, maar eindigde vanwege de tiebreak-score op respectievelijk de vierde en vijfde plaats.
Oliwia Kiołbasa had de hoogste individuele score op het vrouwentoernooi; ze speelde voor Polen aan het derde bord, waar ze 9½ pt. uit 11 behaalde (+9 =1 −1) en performance rating 2565. De overige individuele gouden medailles werden gewonnen door Pia Cramling (Zweden) met 9½ pt. uit 11 en performance rating 2532 aan het eerste bord, Nino Batsiasjvili (Georgië) met 7½ pt. uit 10 en performance rating 2504 aan het tweede bord, Bat-Erdene Mungunzul (Mongolië) met 7½ pt. uit 10 en performance rating 2460 aan het vierde bord, en Jana Schneider (Duitsland) die aan het reservebord 9 pt. uit 10 behaalde met performance rating 2414.
| #  | Land             | Spelers                                                     | Gemiddelde rating | MP | dSB   |
| -- | ---------------- | ----------------------------------------------------------- | ----------------- | -- | ----- |
| 1  | Oekraïne         | M. Moezytsjoek, A. Moezytsjoek, Oesjenina, Buksa, Osmak     | 2478              | 18 | 413.5 |
| 2  | Georgië          | Dzagnidze, Batsiasjvili, Dzjavachisjvili, Melia, Arabidze   | 2475              | 18 | 392.0 |
| 3  | India            | Humpy, Harika, Vaishali, Sachdev, Kulkarni                  | 2486              | 17 | 396.5 |
| 4  | Verenigde Staten | Tokhirjonova, Krush, Yip, Zatonski, Abrahamyan              | 2390              | 17 | 390.0 |
| 5  | Kazachstan       | Abdumalik, Assaubayeva, Balabayeva, Nakhbayeva, Nurgali     | 2365              | 17 | 352.0 |
| 6  | Polen            | Kashlinskaya, Soćko, Kiołbasa, Malicka, Rudzińska           | 2423              | 16 | 396.0 |
| 7  | Azerbeidzjan     | Mammadzada, Mammadova, Beydullayeva, Balajayeva, Fataliyeva | 2399              | 16 | 389.0 |
| 8  | India-2          | Agrawal, Rout, Soumya, Gomes, Deshmukh                      | 2351              | 16 | 369.5 |
| 9  | Bulgarije        | Salimova, Peycheva, Krasteva, Antova, Radeva                | 2319              | 16 | 361.0 |
| 10 | Duitsland        | Pähtz, Heinemann, Klek, Wagner, Schneider                   | 2383              | 16 | 344.5 |

Noot
- De gemiddelde ratings zijn berekend door chess-results.com, uitgaande van de individuele ratings per juli 2022.

De individuele medailles werden uitgereikt op basis van performance ratings aan spelers die minimaal acht partijen hadden gespeeld. Oliwia Kiołbasa, spelend aan het derde bord, had de beste performance van alle spelers in het toernooi, met performance rating 2565.
| Bord        | Goud                          | Zilver                 | Brons                     |
| ----------- | ----------------------------- | ---------------------- | ------------------------- |
| Bord 1      | Pia Cramling SWE              | Eline Roebers NED      | Zhansaya Abdumalik KAZ    |
| Bord 2      | Nino Batsiasjvili GEO         | Anna Moezytsjoek UKR   | Khanim Balajayeva AZE     |
| Bord 3      | Oliwia Kiołbasa POL           | Anna Oesjenina UKR     | Rameshbabu Vaishali India |
| Bord 4      | Bat-Erdene Mungunzul Mongolië | Maria Malicka POL      | Tania Sachdev India       |
| Reservebord | Jana Schneider Duitsland      | Ulviyya Fataliyeva AZE | Divya Deshmukh India-2    |

### Overkoepelende titel
De Nona Gaprindashvili trofee wordt uitgereikt aan het land dat het hoogste aantal matchpunten behaalt als de resultaten van het open en het vrouwentoernooi bij elkaar worden opgeteld. Als twee of meer teams daarbij gelijk eindigen, wordt de tiebreak op dezelfde manier berekend als in de afzonderlijke toernooien. 
De trofee is genoemd naar Nona Gaprindashvili, die van 1961 tot 1978 wereldkampioene was, en werd ingesteld door de FIDE in 1997. 
| # | Team             | som van de eindposities |
| - | ---------------- | ----------------------- |
| 1 | India            | 7                       |
| 2 | Verenigde Staten | 9                       |
| 3 | India-2          | 11                      |

## FIDE-congres
Tijdens de Olympiade werd ook het 93e FIDE-congres gehouden, van 31 juli tot 9 augustus, met de algemene vergadering op 7 en 8 augustus.

### Verkiezing van de president van de FIDE
Op 7 augustus vond de verkiezing van de FIDE-president plaats. Vier duo's van kandidaten voor de functies president en vice-president werden toegelaten door de verkiezingscommissie van de FIDE:
- Arkady Dvorkovich (president; huidige president) en Viswanathan Anand (vice-president)
- Andrey Baryshpolets (president) en Peter Heine Nielsen (vice-president)
- Inalbek Cheripov (president) en Lewis Ncube (vice-president)
- Bachar Kouatly (president) en Ian Wilkinson (vice-president)

Ieder kandidatenteam moest aan diverse eisen voldoen om te worden toegelaten: de kandidatuur moest twee maanden voor de algemene vergadering worden ingediend; de kandidaten voor de functies president en vice-president mochten niet uit dezelfde schaakfederatie afkomstig zijn; voor de kandidaatstelling moest steun zijn vanuit minstens vijf schaakfederaties binnen de FIDE, waaronder een steunbetuiging vanuit elk van de vier FIDE-continenten, maar ten hoogste vanuit in totaal acht schaakfederaties, waarbij iedere federatie niet meer dan één kandidatenteam mocht steunen. De kandidaatstelling van Enyonam Sewa Fumey (president) en Stuart Fancy (vice-president) werd door de FIDE afgewezen omdat er steun was vanuit schaakfederaties in Afrika (Burkina Faso, Egypte, Togo en Senegal), Azië (Papua New Guinea) en Amerika (Haïti) maar niet vanuit Europa.
Inalbek Cheripov trok zich enkele dagen voor de verkiezing terug. Op de dag van de verkiezing kreeg iedere nog overgebleven kandidaat 15 minuten om voorafgaande aan de stemming de aanwezige delegaties toe te spreken, in een volgorde die door loting bepaald was. Kouatly trok zich tijdens deze toespraak terug als kandidaat. Dvorkovich en Anand wonnen zeer overtuigend, ze kregen 157 stemmen van de door 179 federaties uitgebrachte stemmen. Baryshpolets en Nielsen werden tweede met 16 stemmen.

## Marketing

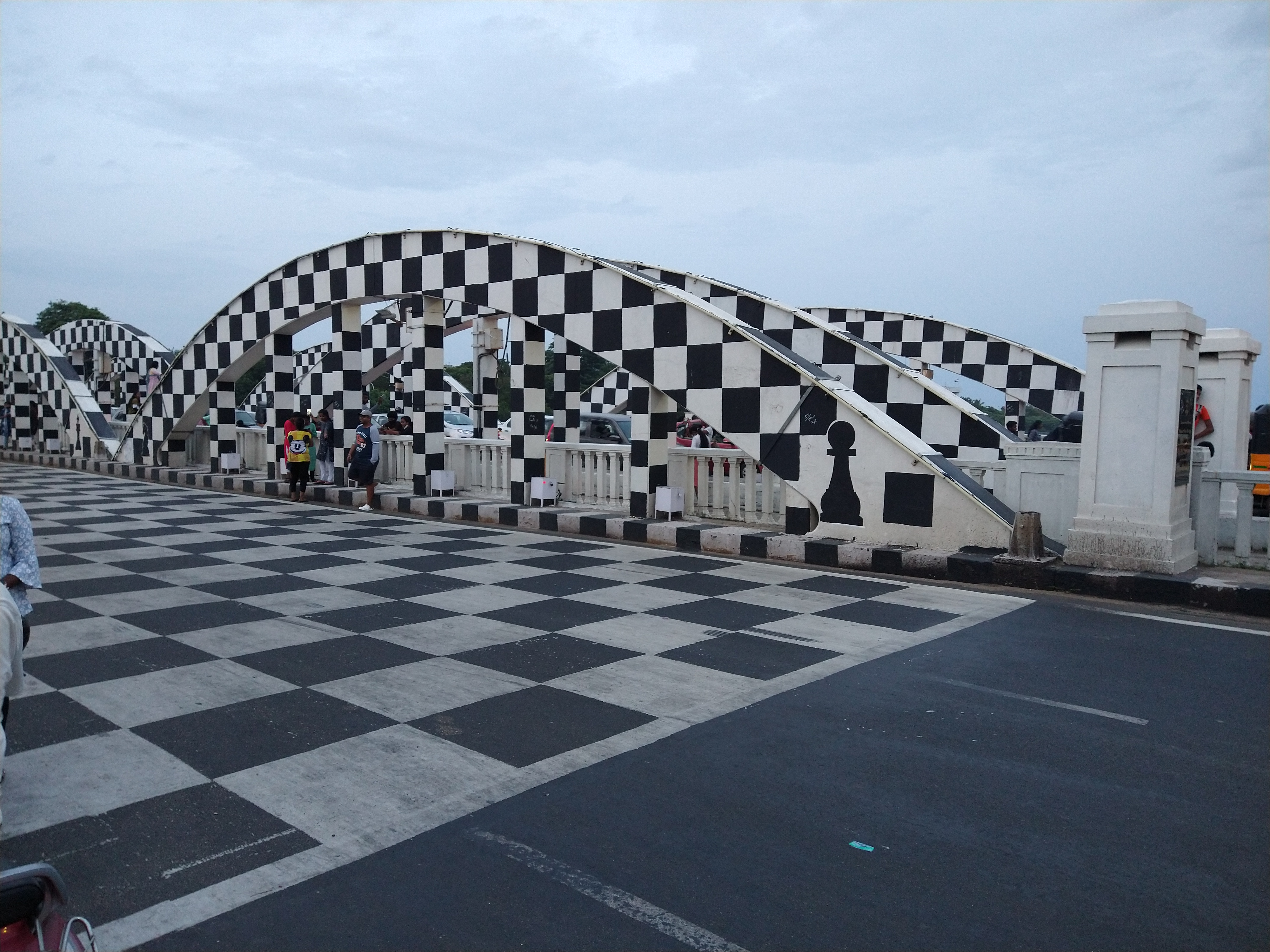
Napier Bridge in Chennai, painted with a chessboard pattern

### Mascotte
De naam van de officiële mascotte was "Thambi" ("jongere broer"), het schaakstuk paard, dat een vēṭṭi draagt, een kledingstuk van de mannelijke Tamil, en een wit shirt. Hij werd afgebeeld met gevouwen handen, waarbij hij de Tamil-groet "Namaste" uitbracht. De mascotte werd gebruikt op reclameborden, standbeelden en posters. Commentatoren vergeleken Thambi met 'Appu', de mascotte voor de Azië-Spelen van 1982.

### Promotie-activiteiten
Op de bussen in Chennai was de promotionele slogan "Namma Chess, Namma Pride" (Ons schaken, onze trots) aangebracht. Op bussen in Coimbatore en Tiruchirappalli werd ook promotie voor de Olympiade aangebracht. De mascotte Thambi werd geplaatst op "Namma Chennai", een plek aan de East Coast Road waar veel selfies worden gemaakt. Op social media werd een wedstrijd gehouden voor foto's met de mascotte, waarbij vrijkaartjes voor de openingsceremonie konden worden gewonnen. Op de belangrijkste bushaltes werden reclameborden geplaatst, en ook in de stations van de Chennai Metro werden aankondigingen van de Olympiade geplaatst.  Bij een particuliere school in Perambur werd een gigantisch schaakbord geplaatst, afmeting 590 m², waarop door studenten gespeeld werd, en 4.3 meter hoge standbeelden van de Thambi-mascotte. Deze opstelling werd geopend door P. K. Sekar Babu, Tamil Nadu's minister van religieuze en liefdadige Hindu-giften.
India Post gaf een postzegel uit ter gelegenheid van de Schaakolympiade. Deze werd ceremonieel onthuld op Internationale schaakdag.
Op de Napier-brug in Chennai werd een schaakbord-patroon geverfd, waarover de meningen verdeeld waren. Sommige commentatoren vonden het kunstzinnig, andere merkten op dat het patroon zou kunnen leiden tot desoriëntatie, met name bij mensen met een angststoornis. Het schaakbord-patroon leidde ook tot opstoppingen in het verkeer, omdat velen rondom de brug selfies namen en filmpjes opnamen voor social media.

### Gelieerde toernooien

#### Checkmate Coronavirus
FIDE hield in mei 2020 een groot online toernooi met de naam 'Checkmate Coronavirus'. Dit toernooi was feitelijk opgebouwd uit 2762 toernooien die gelijktijdig werden gehouden, tijdens een periode van 30 dagen, met in totaal 120.000 deelnemers uit meer dan 140 landen. De winnaars van de toernooien kregen masterclasses, gegeven door grootmeesters, vrijkaartjes voor Olympiade, en souveniers en memorabilia.

#### Rapidtoernooi
Direct voorafgaande aan de Olympiade, op 24 juli, werd in hal 1 en hal 2 van het conventiecentrum van Four Points by Sheraton een rapidtoernooi gehouden met 1414 deelnemers. Alle partijen, gehouden aan 707 borden werden live online gezet. Het toernooi werd gewonnen door de Indiase grootmeester Vishnu Prasanna, met 9 pt. uit 9. De eerste prijs was $ 440 en het totale prijzenfonds was $ 6300.

### Sponsors
De Schaakolympiade had als sponsors onder andere: Tech Mahindra, Smartwater, Indian Oil, Titan en Chessable.

## Live uitzendingen
De Olympiade werd live uitgezonden via een officieel YouTube-kanaal, en voorzien van toelichting door de grootmeesters Judit Polgár en Mihail Marin. In India werd de Olympiade uitgezonden op televisie, via het "Doordarshan"-kanaal. Chess24 verzorgde online streaming commentaar door de grootmeesters Peter Leko en Peter Svidler. Chess.com zorgde voor streaming van het toernooi via hun "ChessTV", "Twitch" en YouTube-kanalen. ChessBase India verzorgde live streaming van het toernooi via hun YouTube-kanaal.

## Aandachtspunten en controverses

### Anti-doping maatregelen
Tijdens de jaren 2010-2019 hielden Russische internationale teams in diverse sporten zich op grote schaal bezig met doping (illegaal gebruik van prestatie bevorderende middelen), waarbij de Russische Anti-Doping Agency haar taken niet uitvoerde. Een onderzoek door de World Anti-Doping Agency (WADA) leidde tot het advies in november 2019 dat het Rusland voor een periode van vier jaar niet zou worden toegestaan zich bezig te houden met het organiseren van ongeacht welk belangrijk toernooi. Vanuit het uitgangspunt dat schaken een sport is, is FIDE in contact met de WADA en implementeert het testen op doping op Schaakolympiades, conform de richtlijnen van de WADA.
De Russische Schaakfederatie was het oneens met het toepassen van de WADA-richtlijnen bij de Schaakolympiade. FIDE liet in een officiële reactie aan WADA weten dat de contracten voor de twee betreffende toernooien, het kandidatentoernooi 2020–2021 en de 44e Schaakolympiade, al waren getekend en dat daarom de toernooien niet konden worden verplaatst. Een ander argument dat FIDE naar de WADA toe aandroeg voor het door laten gaan van beide toernooien was het feit dat geen andere valide organisaties zich kandidaat hadden gesteld om deze te organiseren.

### Coronapandemie
Toen begin 2020 de Coronapandemie uitbrak, maakte FIDE in maart 2020 bekend dat de Schaakolympiade zou worden uitgesteld. Het plan was om deze in hetzelfde gastland te laten plaatsvinden tijdens de zomer van 2021. In december 2020 was de pandemie nog steeds aanwezig en liet de FIDE het toernooi formeel vervallen en kondigde aan het in 2022 opnieuw te organiseren.
Ook na de vertraging van twee jaar had de pandemie nog steeds invloed op deelname aan de Olympiade. Het Chinese team, dat gouden medailles had gewonnen op beide toernooien van de 43e Schaakolympiade in 2018, trok zich terug vanwege de pandemie. De Azerbeidzjaanse schaker Teimour Radjabov, winnaar van de Wereldbeker Schaken 2019, speelde niet mee vanwege nawerkingen van een COVID-19 infectie die hij had opgelopen na deelname aan het kandidatentoernooi 2022.

### Russische invasie van Oekraïne
In februari 2022 startte Rusland een invasie van Oekraïne, waarbij een deel van de troepen het land binnenviel via Wit-Rusland. Enkele dagen later werd door de FIDE verklaard dat de Schaakolympiade niet in Rusland zou worden gehouden. In maart 2022, gaf FIDE gevolg aan de aanbeveling van het IOC om Rusland en Wit-Rusland uit te sluiten van deelname aan internationale toernooien, waaronder de Schaakolympiade. Hoewel hun teams niet aan de Olympiade deel mochten nemen, mochten de Russische en de Wit-Russische schaakfederatie wel deelnemen aan het tijdens de Olympiade gehouden FIDE-congres, kandidaten aanleveren voor het presidentschap van de FIDE en een stem uitbrengen bij de verkiezingen om het presidentschap.
Veel Russische schakers keurden de invasie af. Sommigen verlieten hun land, gingen over naar een andere schaakfederatie of speelden onder de vlag van de FIDE in plaats van onder de Russische vlag. Vierenveertig Russische top-schakers ondertekenden een open brief aan de Russische president Vladimir Poetin, waarin afkeuring over de oorlog werd uitgesproken. Onder anderen Ian Nepomniachtchi, Alexandra Kosteniuk, Peter Svidler, Andrey Esipenko en Daniil Dubov ondertekenden deze brief. Dmitry Andreikin, Alexandr Predke en Vladimir Fedoseev keerden na hun deelname aan de FIDE Grand Prix 2022, gehouden in februari en maart, niet terug naar Rusland, en vertrokken naar respectievelijk Noord-Macedonië, Oezbekistan en Spanje. Daniil Yuffa, Kirill Alekseenko en Nikita Vitiugov verhuisden ook naar Spanje. Aleksej Sarana bleef in Belgrado na aldaar te hebben deelgenomen aan een toernooi. Alina Kashlinskaya stapte over naar de Poolse schaakfederatie, en nam met het Poolse team deel aan de Schaakolympiade.

### Door de teams gebruikte vlaggen
Schakers die deelnamen namens Afghanistan maakten gebruik van de vlag die werd gebruikt door de Taliban, die in 2021 de macht hadden gegrepen in het land, in plaats van de door de FIDE officieel erkende vlag van de "Islamitische Republiek Afghanistan". Ook Taliban-officials en supporters maakten veelvuldig op social media gebruik van de inofficiële vlag.

Kosovo verklaarde zich in 2008 onafhankelijk van Servië, en de Kosovaarse schaakfederatie was sinds 2016 een volwaardig lid van FIDE. Echter werd het land Kosovo niet door India erkend, wat voor de organisatoren reden was om het gebruik van de vlag van Kosovo niet toe te staan op de Olympiade. Het team van Kosovo was daardoor genoodzaakt te spelen onder de vlag van de FIDE.

### Terugtrekking van Pakistan
De fakkel van de Schaakolympiade reisde door delen van Jammu en Kasjmir en Ladakh, in de betwiste regio Kasjmir. De route beperkte zich tot die locaties die door India als "union" territorium werden aangemerkt, echter deze locaties worden ook geclaimd door Pakistan. Het Pakistaanse team was toen al in India aangekomen. Desondanks trok Pakistan zich uit protest terug uit het toernooi, waarbij ze de door de fakkel afgelegde omschreven als "provocatief".

### Blokkeren van deelname van Rwanda
Een dispuut over het financieel beheer en het toezicht erop bij de Schaakfederatie van Rwanda leidde ertoe dat het  Rwandese Ministerie van Sport geen toestemming gaf voor deelname van het Rwandese team aan de Olympiade. Sinds december 2021 weigerden het ministerie en het Olympisch Comité van Rwanda de schaakfederatie te erkennen.

## Externe koppelingen
- einduitslag open toernooi
- einduitslag vrouwentoernooi